# Chevilly-Larue
Chevilly-Larue és un municipi francès situat al departament de Val-de-Marne, a la regió d'Illa de França.
Forma part del cantó de Thiais i del districte de L'Haÿ-les-Roses. I des del 2016, de la divisió Grand-Orly Seine Bièvre de la Metròpoli del Gran París.
Està agermanat amb Martorell (Catalunya), Pougne-Hérisson (França), Victòria (Romania) i Hochdorf (Alemanya)